# Korea Kent Foreign School

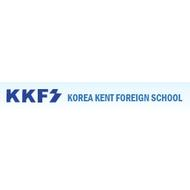
Logo.

Korea Kent Foreign School, anciennement connu sous le nom de Richard Milburn Christian School, est un établissement scolaire public de Séoul fondé en 1994 comme lycée. Aujourd'hui, elle accueille des élèves de la maternelle à la terminale.
L'école a été autorisée par le ministre de l'éducation de la République de Corée. Elle est membre du conseil régional de l'Asie de l'Est des écoles d'outre-mer et est accréditée par Western Association of Schools and Colleges. 

## Direction
| Nom               | Entrée en fonction | Cessation de fonctions |
| ----------------- | ------------------ | ---------------------- |
| Robert A. Forter  | 1996               | 2012                   |
| Judith E.Antippas | 2010               | -                      |

## Personnalités liées à l'école

### Anciens élèves
- AJ, chanteur, rappeur et danseur sud-coréen, membre du groupe U-Kiss et ex-membre du groupe PARAN.
- Amber Liu, chanteuse, rappeuse et danseuse américaine, membre du groupe f(x).
- Andy Lee, chanteur, rappeur et acteur sud-coréen, membre du groupe Shinhwa.
- BoA, chanteuse et actrice sud-coréenne.
- Daniel Choi, chanteur sud-coréen, membre du groupe DMTN.
- Eugene, chanteuse et actrice sud-coréenne, ex-membre du groupe SES.
- Eun Ji-won, chanteur, compositeur et danseur sud-coréen, ancien leader du groupe Sechs Kies.
- Iconiq, chanteuse et actrice, ex-membre du groupe Sugar.
- Kibum, chanteur et acteur sud-coréen, membre du groupe Super Junior.
- Kim Isak, chanteuse et actrice coréano-américaine, ex-membre du duo Isak N Jiyeon.
- Jessi, chanteuse coréano-américaine, ex-membre du groupe Uptown.
- Jessica Jung, chanteuse, actrice et styliste coréano-américaine, ex-membre du groupe Girls' Generation.
- Krystal, chanteuse et actrice coréano-américaine, membre du groupe f(x).
- Shoo, chanteuse et actrice sud-coréenne, ex-membre du groupe SES.
- Tiffany Young, chanteuse et actrice coréano-américaine, membre du groupe Girls' Generation.
- Stephanie, chanteuse coréano-américaine, membre du groupe CSJH The Grace.

### Principaux
- William Van Houten III (1996-2012)
- Edward W. Zrudlo (2012-)